# Maslul
Maslul (hebrejsky מַסְלוּל, v oficiálním přepisu do angličtiny Maslul) je vesnice typu mošav v Izraeli, v Jižním distriktu, v Oblastní radě Merchavim.

## Geografie
Leží v nadmořské výšce 111 metrů na severozápadním okraji pouště Negev; v oblasti která byla od 2. poloviny 20. století intenzivně zúrodňována a zavlažována a ztratila částečně charakter pouštní krajiny. Jde o zemědělsky obdělávaný pás navazující na pobřežní nížinu. Podél severního okraje mošavu protéká vádí Nachal Patiš.
Obec se nachází 24 kilometrů od břehu Středozemního moře, cca 85 kilometrů jihojihozápadně od centra Tel Avivu, cca 80 kilometrů jihozápadně od historického jádra Jeruzalému a 20 kilometrů severozápadně od města Beerševa. Nachází se na západním okraji města Ofakim. Maslul obývají Židé, přičemž osídlení v tomto regionu je etnicky převážně židovské.
Maslul je na dopravní síť napojen pomocí lokální silnice 241.

## Dějiny
Maslul byl založen v roce 1950. Podle jiného zdroje roku 1951. Zakladateli byli Židé z Íránu, které později doplnili i další osadníci. Pojmenován je podle biblického citátu z Knihy Izajáš 35,8: „Bude tam silnice a cesta a ta se bude nazývat cestou svatou. Nebude se po ní ubírat nečistý, bude jen pro lid Boží . Kdo půjde po této cestě, nezbloudí, i kdyby to byli pošetilci“
Místní ekonomika je založena na zemědělství (pěstování květin a citrusů, sadařství). Funguje tu 88 rodinných hospodářství. V obci je k dispozici obchod se smíšeným zbožím, synagoga, mikve, sportovní areály, mateřská škola a společenské centrum. Správní území vesnice měří 8 000 dunamů (8 kilometrů čtverečních). Plánuje se stavební expanze. Prodáno bylo 67 stavebních parcel pro soukromé zájemce. Celkem je povoleno rozšíření obce o 105 stavebních míst.

## Demografie
Obyvatelstvo mošavu je smíšené, tedy sestávajících ze sekulárních i nábožensky orientovaných lidí. Podle údajů z roku 2014 tvořili naprostou většinu obyvatel v Maslul Židé (včetně statistické kategorie "ostatní", která zahrnuje nearabské obyvatele židovského původu ale bez formální příslušnosti k židovskému náboženství).
Jde o menší obec vesnického typu s dlouhodobě výrazně rostoucí populací. K 31. prosinci 2014 zde žilo 866 lidí. Během roku 2014 populace stoupla o 19,1 %.
| Rok            | 1961 | 1972 | 1983 | 1995 | 2001 | 2003 | 2004 | 2005 | 2006 | 2007 | 2008 | 2009 | 2010 | 2011 | 2012 | 2013 | 2014 |
| -------------- | ---- | ---- | ---- | ---- | ---- | ---- | ---- | ---- | ---- | ---- | ---- | ---- | ---- | ---- | ---- | ---- | ---- |
| Počet obyvatel | 383  | 219  | 286  | 245  | 293  | 341  | 343  | 365  | 380  | 409  | 448  | 639  | 696  | 713  | 712  | 727  | 866  |